# Haute école pédagogique - BEJUNE
La Haute École Pédagogique BEJUNE (HEP-BEJUNE) est la haute école pédagogique des cantons de Berne (partie francophone), Jura et Neuchâtel.

## Fonctionnement
Créée en 2001 sur les trois sites de Bienne, Porrentruy et La Chaux-de-Fonds, elle fait partie du réseau des hautes écoles pédagogiques suisses dont la mission est la formation des enseignants au niveau tertiaire. Le site jurassien a déménagé de Porrentruy à Delémont en 2016, dans le nouveau campus Strate J.
Les filières de formations principales sont la filière de formation à l'enseignement primaire, la filière de formation à l'enseignement secondaire et la filière en enseignement spécialisé. Elle développe un tissu de coopération sur le plan national et international.
La HEP-BEJUNE assure aussi des formations continues aux enseignants en activités, ainsi qu'à l'ensemble des professionnels de l'école. Elle est également active dans le champ de la recherche et le développement en pédagogie et propose un ensemble de ressources pédagogiques aux professionnels de l'école.